# 杉山亮
杉山 亮（すぎやま あきら、1954年3月18日 - ）は、日本のおもちゃ作家、児童文学作家、ストーリーテラー。

## 略歴

### 学生時代
東京都台東区根岸の生まれ。下町情緒あふれる場所で幼少期を過ごす。10歳のとき、練馬区練馬に引っ越し20歳までを過ごす。大学を2年で中退。1974年4月、東京都荒川区にある道灌山学園保育専門学校に入学（当時、保育者は法律で女性に限定されていたため、この学校のみ入学を許可される）。女120人の中に男1人で2年間を過ごす。

### 保父時代
1976年、同専門学校を卒業。東京都利島村の村立利島（としま）保育園に就職。利島は人口300人程度の小さな島で、初年度の園児は11人であった。調理員として採用されるが、翌1977年に児童福祉法施行令が改正され、男性の保育者が公的に認められた。
利島で3年間保育をしたのち、隣の伊豆大島に引っ越し、新島保育園および差木地保育園で臨時職員として保育に携わる。そのかたわら、北海道・奄美沖縄など日本各地の離島の保育園を訪ねてルポルタージュを書く。
1981年栃木県宇都宮市のひまわり幼稚園に就職。1983年退職。最初の著書「保父さんの島だより」が創林社より刊行される。

### おもちゃ作家時代
埼玉県狭山市に引っ越す。電動糸のこでおもちゃ修行にうちこみ、都内各地での合同展示会や地方都市の画廊で個展を数回行う。埼玉県長瀞町に移り、宝登山参道沿いの民家で、「おもちゃいろいろ・なぞなぞ工房」を旗揚げする。昼間は糸のこ細工をし、夜は保育やおもちゃについての原稿を書く日々を送る。この頃、「おもちゃばこフォーラム」を始める。

### 児童書作家時代
1992年、長瀞を引き払い、再び埼玉県狭山市へ。児童書を書く仕事が中心となる。2006年、山梨県小淵沢町に家を建て、引っ越す。執筆活動に加え、オリジナルストーリーのストーリーテリングを始める。同年より毎夏、自宅書斎で「夏のものがたりライブ」を開く。2007年より地元スタッフと共に「小淵沢ものがたりフェスティバル」を開催。2011年12月、子どもから大人まで広く語りを楽しむ場として、第1回「冬のものがたりライブ」を東京・新宿で開催。第2回は2013年6月に開催。
執筆・ストーリーテリング・講演・ワークショップの四本立ての活動をこなし、その合間に八ヶ岳の雄大な景色の中の散歩を楽しんでいる。

## 著書

### 児童書

#### 子供講談シリーズ
- 『用寛さん本伝 修行の巻』（藤本ともひこ絵、フレーベル館） 1996
- 『用寛さん本伝 奮闘の巻』（藤本ともひこ絵、フレーベル館） 1997
- 『用寛さん本伝 望郷の巻』（藤本ともひこ絵、フレーベル館） 1998
- 『用寛さん本伝 開眼の巻』（藤本ともひこ絵、フレーベル館） 1999
- 『青空晴之助 鼻大蛇の巻』（川端誠・絵、フレーベル館） 1998
- 『青空晴之助 平気蟹の巻』（川端誠絵、フレーベル館） 1999
- 『青空晴之助 紅白鬼の巻』（川端誠絵、フレーベル館） 1999
- 『青空晴之助 千匹狼の巻』（川端誠絵、フレーベル館） 2000
- 『青空晴之助 虎天王の巻』（川端誠絵、フレーベル館） 2000
- 『昔屋話吉おばけ話 松の巻』（高部晴市絵、フレーベル館） 1997
- 『昔屋話吉おばけ話 竹の巻』（高部晴市絵、フレーベル館） 1998
- 『昔屋話吉おばけ話 梅の巻』（高部晴市絵、フレーベル館） 1999
- 『はっけよい鯉太』（おかべりか絵、フレーベル館） 2001
- 『お花咲太郎』（堀田あきお絵、フレーベル館） 2002
- 『ついてる月次郎』（古川タク絵、フレーベル館） 2002

#### おはなし迷路シリーズ
- 『用寛さん』（藤本ともひこえ、フレーベル館） 1994
- 『用寛さん旅に出る』（藤本ともひこえ、フレーベル館） 1994
- 『用寛さん空をとぶ』（藤本ともひこえ、フレーベル館） 1996
- 『世界のたび イソップものがたり』（佐々木マキえ、フレーベル館）
- 『世界のたび さんびきのこぶた』（長新太え、フレーベル館）
- 『世界のたび ふなのりシンドバッド』（なかのひろたかえ、フレーベル館）
- 『世界のたび ヘンゼルとグレーテル』（井上洋介え、フレーベル館）
- 『世界のたび ブレーメンの音楽隊』（長野ヒデ子え、フレーベル館）
- 『世界のたび そんごくう』（和歌山静子・え、フレーベル館）

#### おもちゃ絵本シリーズ
- 『名探偵ホームズの事件簿』（藤本和也絵、ポプラ社）
- 『ドラキュラ』（かべやふよう絵、ポプラ社）

#### ミルキー杉山のあなたも名探偵シリーズ
（中川大輔絵、偕成社）
- 『もしかしたら名探偵』 1993
- 『いつのまにか名探偵』 1994
- 『あしたからは名探偵』 1995
- 『どんなときも名探偵』 1997
- 『そんなわけで名探偵』 1998
- 『なんだかんだ名探偵』 1999
- 『まってました名探偵』 2000
- 『かえってきた名探偵』 2004
- 『あめあがりの名探偵』 2005
- 『よーいどんで名探偵』 2007
- 『ひるもよるも名探偵』 2008
- 『せかいいちの名探偵』 2010
- 『事件だよ! 全員集合』 2011
- 『てんやわんや名探偵』 2012
- 『しあわせなら名探偵』 2013
- 『とっておきの名探偵』 2014
- 『ふりかえれば名探偵』 2015
- 『あらしをよぶ名探偵』 2016
- 『にちようびは名探偵』 2017
- 『あいことばは名探偵』 2018
- 『こんどこそは名探偵』 2019
- 『まちがいなく名探偵』 2020
- 『あいがあれば名探偵』 2021
- 『おかげさまで名探偵』 2022
- 『ミルキー杉山のあなたも名探偵ガイドブック』 2022
- 『うえをむいて名探偵』 2023
- 『おくれてきた名探偵』 2024
- 『むかしむかし名探偵』 2025

#### わんわん探偵団シリーズ
（広川沙映子絵、偕成社）
- 『わんわん探偵団』 2002
- 『わんわん探偵団おかわり うなぎ病院事件の巻』 2003
- 『わんわん探偵団おて 猛犬注意事件の巻』 2004

#### にゃんにゃん探偵団シリーズ
（小松良佳絵、偕成社）
- 『にゃんにゃん探偵団』 2006
- 『にゃんにゃん探偵団おひるね 赤いとびらの家事件の巻』 2006

#### トレジャーハンター山串団五郎シリーズ
元は福音館書店の雑誌「おおきなポケット」の不定期連載作品で、途中のエピソードまでが単行本化されている。偕成社版は福音館書店版のエピソードの再録だが、キャラクターデザインが大きく異なる。また、前者は漫画の形で執筆された。
- 『トレジャーハンター 山串団五郎』（さげさかのりこ絵、福音館書店） 1996
- 『トレジャーハンター 山串団五郎 キャプテンＸのたからの巻』（中川大輔絵、偕成社） 2009
- 『トレジャーハンター 山串団五郎 どんぐりやまねこのなぞの巻』（中川大輔絵、偕成社） 2011

#### 怪盗ショコラシリーズ
（小林裕美子絵、あかね書房）
- 『怪盗ショコラ アイスミルクは永遠に』 2001
- 『怪盗ショコラ ムーンライト作戦』 2002
- 『怪盗ショコラ ハートはぬすめない』 2002
- 『怪盗ショコラ ドラキュラにかんぱい』 2003
- 『怪盗ショコラ ショコラ対にせショコラ』 2004

#### 杉山亮のものがたりライブシリーズ
（おかべりか絵、講談社）
- 『空を飛んだポチ』 2008 - 第56回産経児童出版文化賞ニッポン放送賞受賞
- 『バナ天パーティー』 2009
- 『走れカネイノチ!』

#### 日本名作絵本
- 『きんたろう』（竹内通雅絵、小学館） 2009
- 『わらしべちょうじゃ』（高畠那生絵、小学館） 2009
- 『ちからたろう』（伊藤秀男絵、小学館） 2010
- 『一休さん』（長野ヒデ子絵、小学館） 2011

#### 杉山亮のおばけ話絵本
（軽部武宏絵、ポプラ社）
- 『壱 のっぺらぼう』 2010 - 第16回日本絵本賞並びに日本絵本賞読者賞受賞
- 『弐 うみぼうず』 2011
- 『参 かっぱ』 2011

#### その他の児童書
- 『これさえあれば だれのどうぐ?』（星川ひろ子写真、福音館書店）　1996
- 『秘密図書委員ヨム こぶたのシチューの巻』（カサハラテツロー絵、学研）
- 『たからものくらべ』（中西恵子絵、福音館書店）
- 『ぼくにきづいたひ』（片山健絵、理論社）
- 『ポケットパズル』（福音館書店）
- 『少年探偵と4つの謎』（角川書店、角川つばさ文庫）
- 『お江戸ミニブックセット』（カワイ出版）

『お江戸はやくちことば』『お江戸決まり文句』『お江戸なぞなぞあそび』の3冊セット

### 一般書
- 『子どものことを子どもにきく』（新潮社、新潮文庫）
- 『朝の連続小説 毎日5分の読みがたり』（仮説社）
- 『朝の連続小説 2 子どもと楽しむおはなしの時間』（仮説社）
- 『こどものもの - 現代子ども道具カタログ』（雲母（きらら）書房）
- 『子どもにもらった愉快な時間』（晶文社）

## その他

### おもちゃばこフォーラム
1990年頃に杉山が始めたイベント。最初は秩父の宿泊施設「いこいの村美の山」を借り切って一泊二日で行われた。キャッチフレーズは「大人も子どももいっしょになって、おもちゃをまんなかにもっとじょうずにおもしろがる練習をしよう」。以後、毎年6月に日本のどこかで続けられている。
現在は杉山亮が直接主催しているものはなく、京都・東京・名古屋でそれぞれに実行委員が主催している。主なプログラムは、「工作の鉄人』（講師が出したテーマにそって各自が思い思いのおもちゃを作る）、「おもちゃまつり』（フロアに工作を教えてくれる店が多数出店され、参加者はやりたい工作を自由に選んで楽しむ）、「おもちゃライブ』（おもしろがり上手なゲストのステージ）などがある。参加費を払えば、誰でも自由に物を売れるフリーバザール会場でもある。

### 夏のものがたりライブ
2006年の夏より、杉山が山梨県小淵沢にある自宅書斎で始めたものがたりの会。8月中、週一日の定休日をのぞき、一日昼2回行われる。土曜の夜とお盆期間中は夜間に「おばけ話ライブ」も開かれる。対象は小学生くらいから大人まで。誰が参加してもよく日本各地から集まってきた老若男女がいっしょにものがたりを楽しんでいる。ここで語られたものがたりのいくつかは、講談社で単行本化されている。